# Sara (Palestyna)
Sara (arab. صرعة) – nieistniejąca już arabska wieś, która była położona w Dystrykcie Jerozolimy w Mandacie Palestyny. Wieś została wyludniona i zniszczona podczas I wojny izraelsko-arabskiej, po ataku Sił Obronnych Izraela w dniu 13 lipca 1948.

## Położenie
Sara leżała na zboczach wzgórza w północnej części Judei, w odległości około 17 kilometrów na zachód od Jerozolimy. Według danych z 1945 do wsi należały ziemie o powierzchni 4 967 ha. We wsi mieszkało wówczas 340 osób.
| własność gruntów | powierzchnia gruntów (hektary) |
| ---------------- | ------------------------------ |
| Arabowie         | 4 964                          |
| Żydzi            | 0                              |
| publiczne        | 3                              |
| Razem            | 4 967                          |

| Rodzaj użytkowanych gruntów | Arabowie (hektary) | Żydzi (hektary) |
| --------------------------- | ------------------ | --------------- |
| uprawy oliwek               | 115                | 0               |
| uprawy nawadniane           | 194                | 0               |
| uprawy zbóż                 | 2 979              | 0               |
| nieużytki                   | 1 778              | 0               |
| zabudowane                  | 16                 | 0               |

## Historia

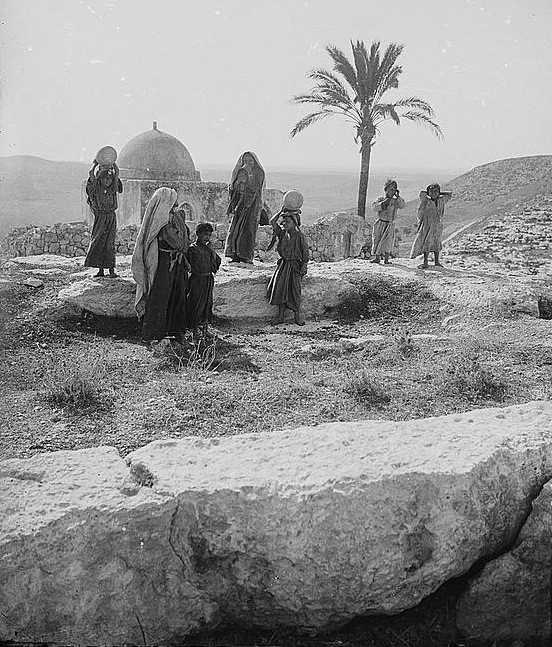
Wieś Sara przed 1920

Najwcześniejsze wzmianki o osadzie nazywanej Sur'a lub Sorea pochodzą ze starożytnych egipskich listów z Amarna. W czasach panowania rzymskiego nazywano ją Sarea. Z tamtego okresu zachowały się pozostałości jednej z dwóch świątyń. W 1596 we wsi mieszkało 94 mieszkańców, którzy płacili podatki z upraw pszenicy, jęczmienia, oliwek, hodowli kóz i uli.
W okresie panowania Brytyjczyków Sara była małą wsią. We wsi był jeden meczet.
Podczas wojny domowej w Mandacie Palestyny arabskie milicje działające ze wsi Sary atakowały żydowskie konwoje do Jerozolimy, paraliżując komunikację w tym rejonie. Na początku I wojny izraelsko-arabskiej w maju 1948 do wsi przybyli pochodzący z Egiptu arabscy ochotnicy, będący członkami Bractwa Muzułmańskiego. Być może byli wśród nich także regularni egipscy żołnierze. Gdy w pobliżu wybudowano Drogę Birmańską, ich sąsiedztwo stwarzało poważne zagrożenie dla bezpieczeństwa żydowskich transportów. Z tego powodu podczas operacji Danny w nocy z 12 na 13 lipca 1948 wieś zajęli izraelscy żołnierze. Mieszkańcy zostali zmuszeni do opuszczenia swoich domów. Następnie wyburzono prawie wszystkie domy.

## Miejsce obecnie
Na terenach wioski Sara w 1950 powstał moszaw Tarum.
Palestyński historyk Walid Chalidi, tak opisał pozostałości wioski Sara: „Na całym terenie wśród drzew są rozrzucone żelazne dźwigary i kamienny gruz. Na płaskim kamieniu zachował się arabski werset z Koranu, noszący datę AH 1355 (1936). Po zachodniej stronie stoi grobowiec z grobami dwóch lokalnych nauczycieli religijnych. Dolina po stronie północno-wschodniej jest porośnięta figami, migdałami i cyprysami”.